# Monoski

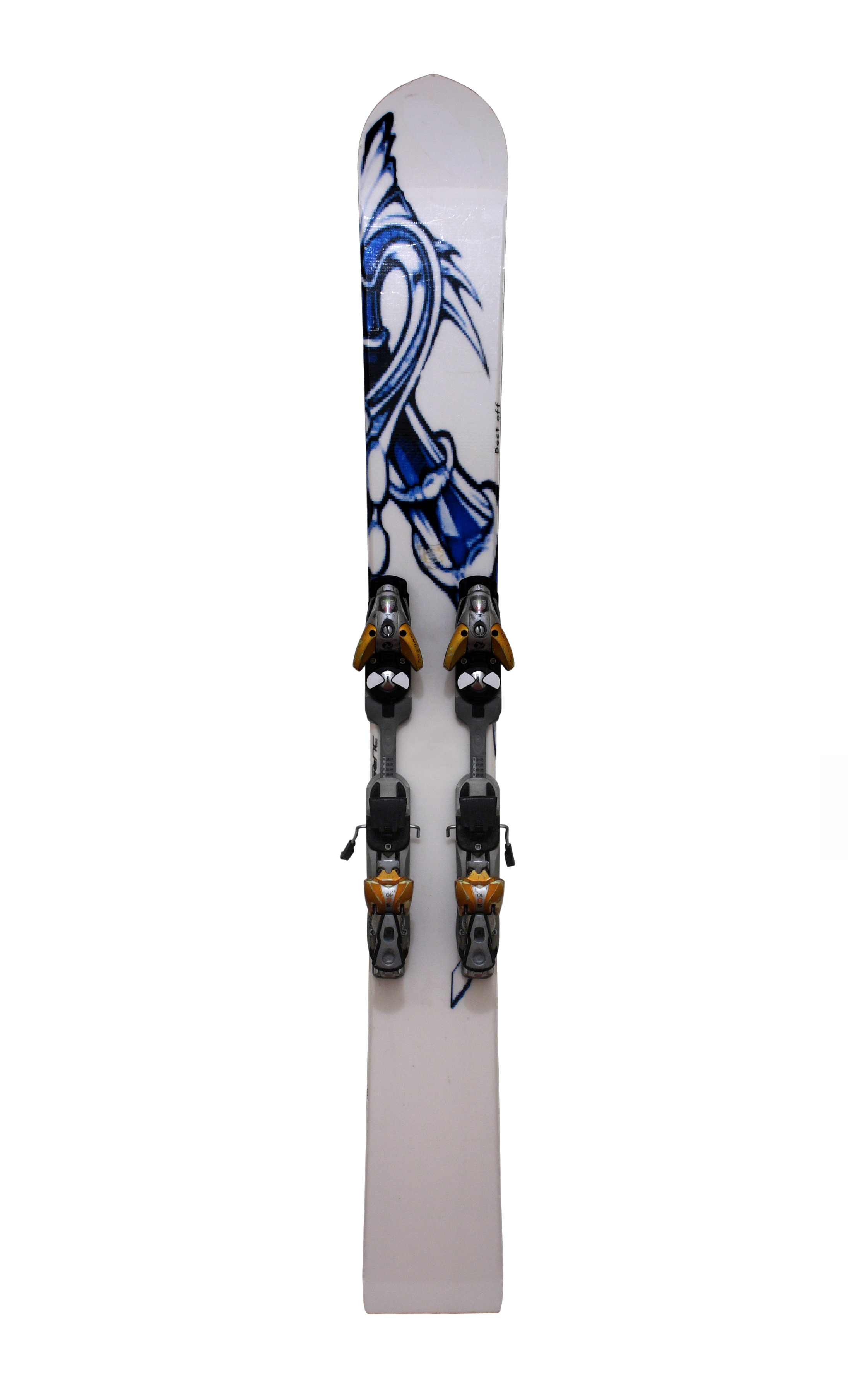
Monoski.

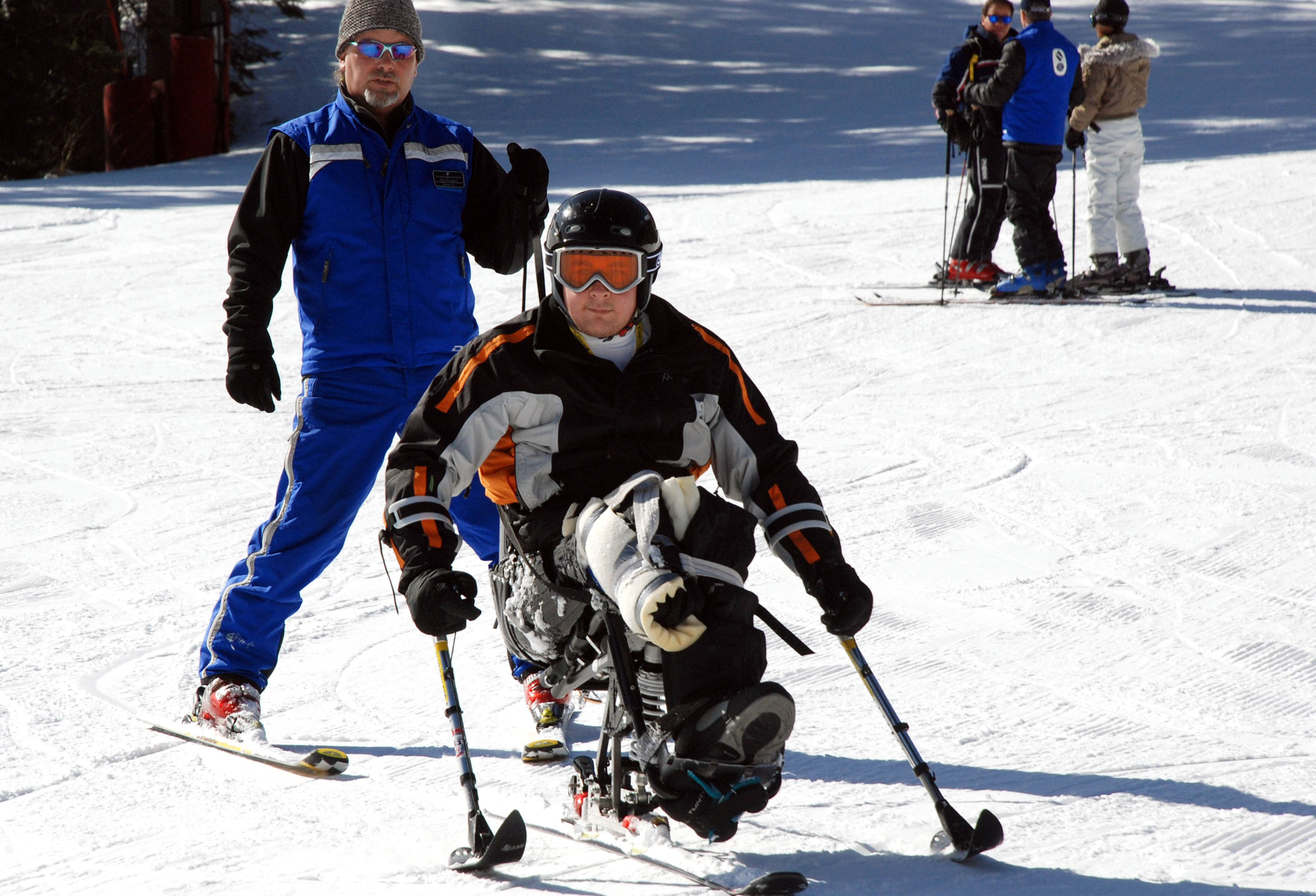
Krigsveteran med benskada lär sig använda en sitski.

Monoski är en vintersport där man åker ner för en snötäckt backe på en bred skida.

## Utrustning
Monoski ser ut ungefär som en Snowboard med skillnad att man står med båda fötterna pekade mot toppen av snowboarden och att man använder stavar, vanliga skidpjäxor och (oftast) vanliga skidbindningar. Det är en blandning av skidor och snowboard, som förenar snowboardens "surfegenskaper" (flytet och glidet) med skidåkningen naturliga ställning att möta backen med bröstet.
Monoski är mycket skonsamt för knäna eftersom de alltid hålls ihop och stöder varandra.

## Historia
Monoski uppfanns 1961 av Jack Marchand och blev ganska populär på 1970- och 1980-talet genom åkare som Alain Revel från Chamonix, och surfaren Doyle. Populariteten var dock inte densamma i Nordamerika som i Europa. I och med snowboardens intåg i slutet av 1980-talet minskade intresset för monoski, men för att åter komma i ropet i början av 2000, i och med att man började tillverka monoski med carving och twintip. 
I dag räknas Pierre-Francois Brun ledande inom sporten och har bland annat gett ut monoskifilmer. Nytillverkade monoski har både carving och twintip för underlätta åkningen.
På 1970-talet började man även göra experiment med sitski (sittskidor) som är en sorts monoskida som man sitter på. Den blev populär bland folk med benskador och antogs som provgren vid Paralympiska vinterspelen 1984 för att vid nästkommande spel vara en ordinarie gren.